# Edgar Herschler
Edgar Jacob Herschler (Kemmerer, 27 ottobre 1918 – Cheyenne, 5 febbraio 1990) è stato un avvocato e politico statunitense, governatore del Wyoming dal 6 gennaio 1975 al 5 gennaio 1987.
Secondo un sondaggio, Herschler sarebbe stato il governatore più popolare di tutto il Wyoming, inoltre egli fu l'unico governatore dello stato a ricoprire più di due mandati.

## Primi anni

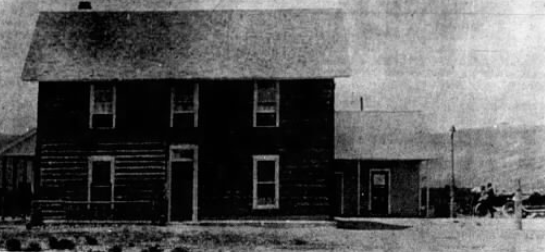
Il ranch della famiglia Herschler fotografato nel 1912

Edgar Jacob Herschler nacque a Kemmerer, un piccolo comune del Wyoming, il 27 ottobre 1918. Suo padre, Edgar Fuller Herschler, e, sua madre Charlotte Jenkins, erano contadini e possedevano un ranch nel quale Edgar passò la maggior parte della sua infanzia. Infatti, fino all'età di 14 anni non venne mandato a scuola e fu educato dalla madre. Successivamente, frequentò la scuola superiore di Kemmerer e nel 1941 si laureò in giurisprudenza presso l'Università del Colorado. In seguito, prese parte alla seconda guerra mondiale, combattendo sul fronte asiatico. Nel 1949, riprese gli studi conseguendo un dottorato all'Università del Wyoming.

## Carriera politica
Il 15 giugno 1960, si candidò e vinse insieme al Partito Democratico le elezioni generali per ottenere uno dei tre seggi riservati alla contea di Lincoln presso la Camera dei rappresentanti del Wyoming. Una volta ottenuto un seggio presso la Camera dei rappresentanti, propose un disegno di legge che avrebbe abrogato l'imposta di successione nel Wyoming, tuttavia, dopo soli quaranta giorni, la Camera si sciolse e la legge non fu mai votata. Herschler prese nuovamente parte alle elezioni generali nel 1962, vincendole per la seconda volta. Nel 1967, ha proposto insieme ad altri colleghi un disegno di legge che avrebbe dovuto porre un controllo sull'inquinamento atmosferico dello stato, mentre il 13 settembre dell'anno successivo è stato eletto presidente del Barreau del Wyoming.

### Governatorato
Il 23 maggio 1974, Herschler annunciò la sua candidatura come governatore alle prossime elezioni generali. Fondò la sua campagna elettorale su una forte critica nei confronti delle posizioni che aveva preso il presidente Jimmy Carter riguardo all'agricoltura e ai progetti idrici. Dopo aver vinto le elezioni, fu ufficialmente nominato governatore del Wyoming il 6 gennaio 1975.
Nel 1978, vinse di nuovo le elezioni con 2.377 voti e, successivamente, nel 1982, fu rieletto per un terzo mandato, diventando l'unico governatore del Wyoming a essere governatore per più di due mandati. Nel 1986, Herschler annunciò in un comizio che non avrebbe più preso parte alle elezioni generali del Wyoming.
Nel 1985, durante il suo terzo mandato, concesse la grazia e ordinò il rilascio di Deborah e Richard Janhke Jr., due adolescenti condannati a 15 anni di carcere nel 1983 per aver ucciso il loro padre, dal quale subivano frequenti abusi. Nonostante la sua alta posizione, nel settembre 1985, Herschler, dopo aver accumulato quasi 6 milioni di dollari di debiti, fu costretto a dichiarare la bancarotta e a vendere il ranch di famiglia. Durante i suoi tre mandati, Herschler pose diversi veti su disegni di legge proposti dalla Camera dei rappresentanti del Wyoming e nessuno di essi fu mai annullato da quest'ultima istituzione, nonostante la maggioranza dei seggi era stata vinta dai repubblicani.

## Post-governatorato
Dopo essere stato governatore, Herschler esercitò la professione di avvocato presso Cheyenne. Nel febbraio del 1988, appoggiò pubblicamente la campagna elettorale del senatore Al Gore e il 5 marzo il Wyoming divenne il primo dei sette stati in cui Gore vinse le elezioni primarie. Negli anni successivi, criticò molto la politica contro le sigarette sostenuta dal suo successore Mike Sullivan.
Verso i primi di dicembre del 1989, Herschler fu ricoverato in ospedale, ove gli fu diagnosticato un cancro. Il 15 dicembre fu rilasciato, tuttavia le sue condizioni peggiorarono nel gennaio 1990 e il 5 febbraio di quello stesso anno si spense a Cheyenne all'età di 71 anni.